# منطقه ۸ پاریس
منطقه ۸ پاریس (به فرانسوی: 8e arrondissement de Paris) یکی از ۲۰ منطقه‌ پاریس، پایتخت فرانسه است.
منطقه ۸، به نام الیزه (به فرانسوی: «arrondissement de l'Élysée») معروف و در کرانه سمت راست رودخانه سن و مرکز آن در شانزلیزه واقع شده‌ است. این منطقه، به همراه منطقه ۱، منطقه ۹، منطقه ۱۶ و منطقه ۱۷ یکی از مناطق اصلی تجارت پاریس است. براساس سرشماری سال ۱۹۹۹، اشتغال افراد در این منطقه نسبت به سایر مناطق دیگر پایتخت بیشتر بوده‌ است. همچنین مکان‌های دیدنی بسیاری از جمله: شانزلیزه، طاق پیروزی، میدان کنکورد و همچنین کاخ الیزه محل اقامت رسمی رئیس‌جمهور فرانسه است. بیشتر مارک‌های لوکس مد فرانسوی فروشگاه اصلی خود را در منطقه ۸، در خیابان مونتِن‌ی، خیابان فبورگ-سن-انوره  یا در خیابان شانزلیزه قرار داده‌اند.

## مساحت
مساحت این منطقه ۳٫۸۸۱ کیلومترمربع (۱٫۴۹۸ مایل مربع یا ۹۵۹ هکتار) است.

## نقشه منطقه

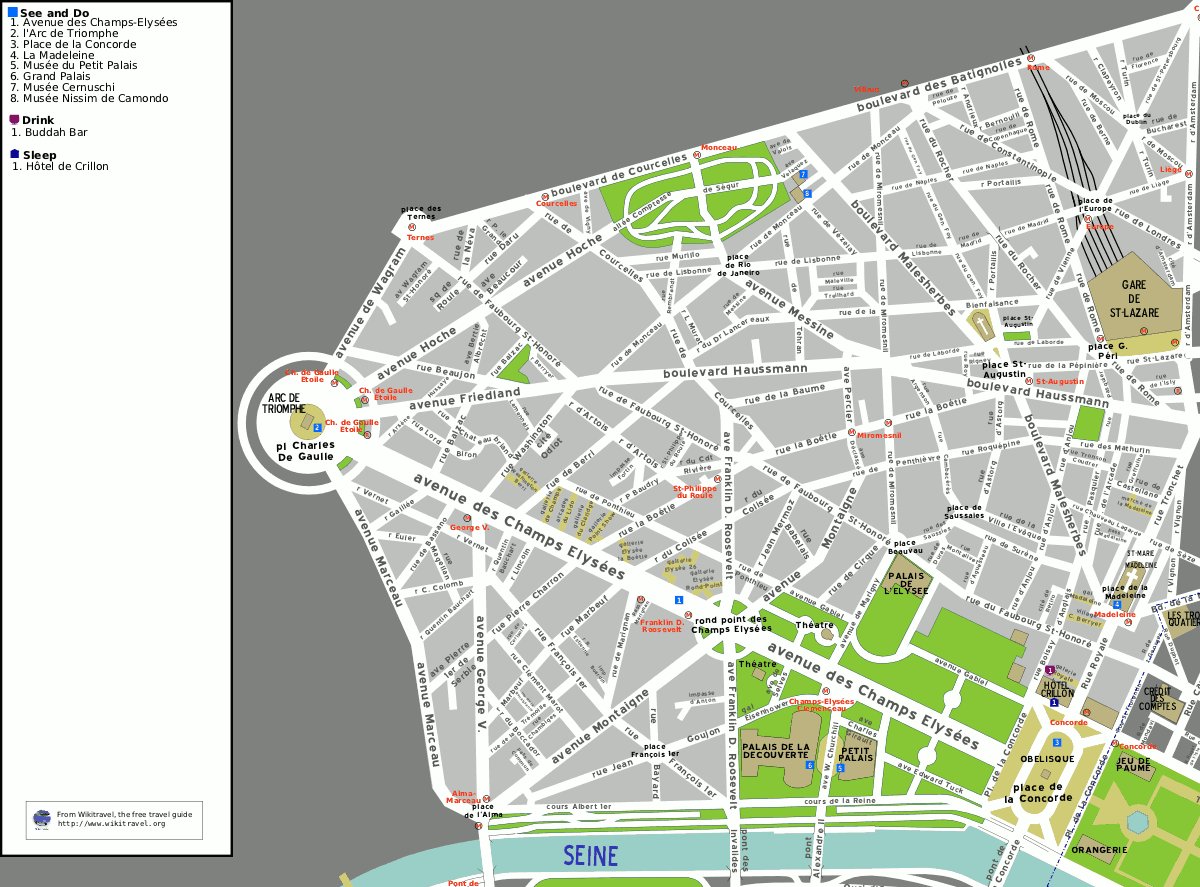
نقشه منطقه ۸

### جمعیت تاریخی
| سال (از سرشماری‌های فرانسه) | جمعیت   | تراکم (در هر کیلومتر مربع) |
| -------------------------- | ------- | -------------------------- |
| ۱۸۷۲                       | ۷۵٬۷۹۶  | ۱۹٬۵۳۵                     |
| ۱۸۹۱ (اوج جمعیت)           | ۱۰۷٬۴۸۵ | ۲۷٬۶۹۵                     |
| ۱۹۵۴                       | ۸۰٬۸۲۷  | ۲۰٬۸۳۲                     |
| ۱۹۶۲                       | ۷۴٬۵۷۷  | ۱۹٬۲۱۶                     |
| ۱۹۶۸                       | ۶۷٬۸۹۷  | ۱۷٬۴۹۵                     |
| ۱۹۷۵                       | ۵۲٬۹۹۹  | ۱۳٬۶۵۶                     |
| ۱۹۸۲                       | ۴۶٬۴۰۳  | ۱۱٬۹۵۶                     |
| ۱۹۹۰                       | ۴۰٬۸۱۴  | ۱۰٬۵۱۶                     |
| ۱۹۹۹                       | ۳۹٬۳۱۰  | ۱۰٬۱۳۰                     |
| ۲۰۰۹                       | ۴۰٬۲۷۸  | ۱۰٬۳۸۱                     |

## مراکز تجاری

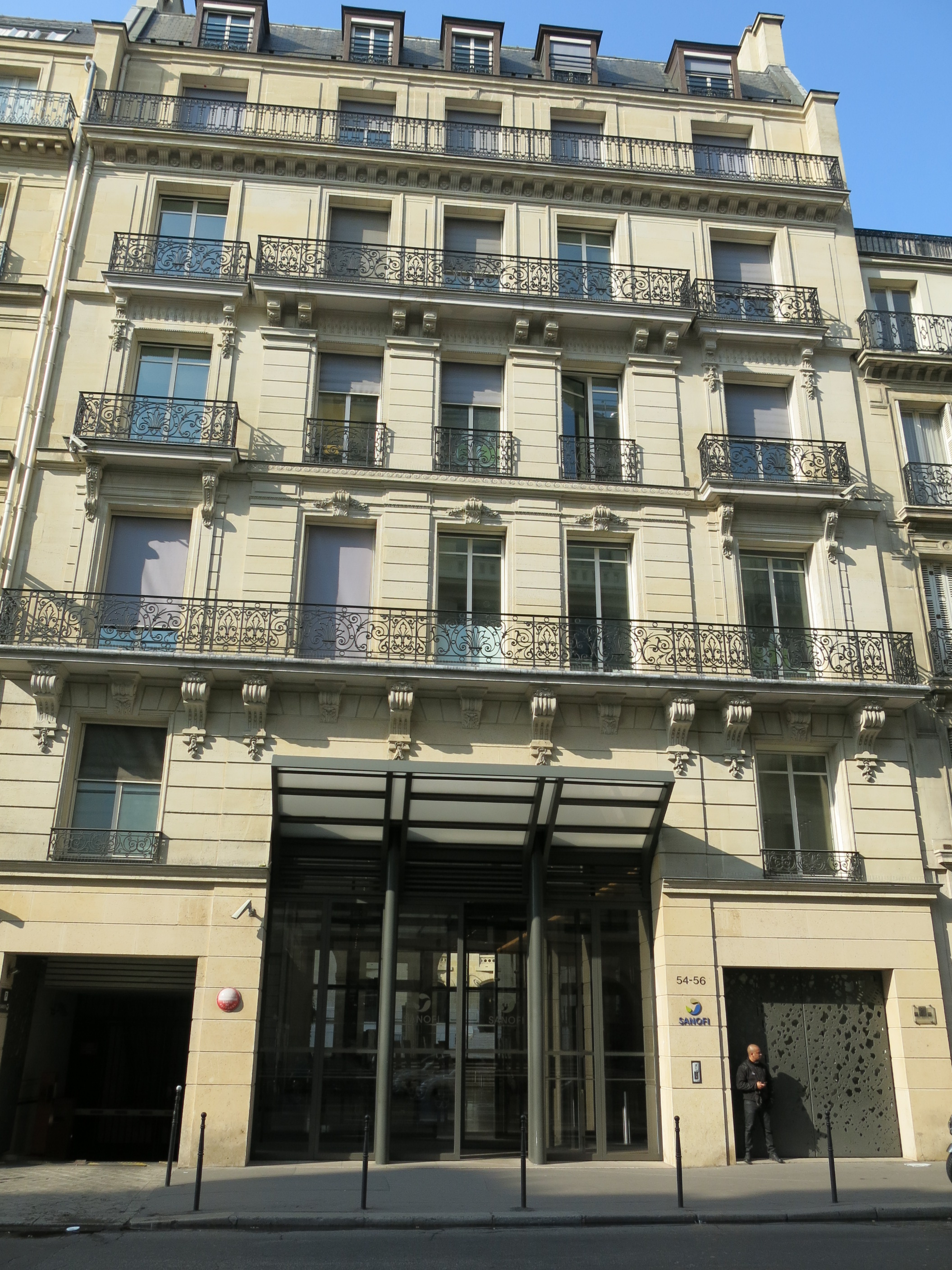
دفتر مرکزی سابق آلکاتل-لوسنت

دفتر مرکزی آکسا، بوویگ، الکتریسیته دو فرانس (EDF), اورازئو، سانوفی، اینژی، اچ اس ب س فرانس، و سوئز آنویرونمان در این منطقه قرار دارند.دفتر استاندارد اند پورز'فرانسه در هشتمین مقررات واقع شده‌است. ایر چاینا و هواپیمایی جنوبی چین دفاتر شعبه پاریس خود را در این منطقه دارند.

## مکان‌های دیدنی
- طاق پیروزی (پاریس) (یک سوم، مشترک با مناطق ۱۶ و ۱۷)

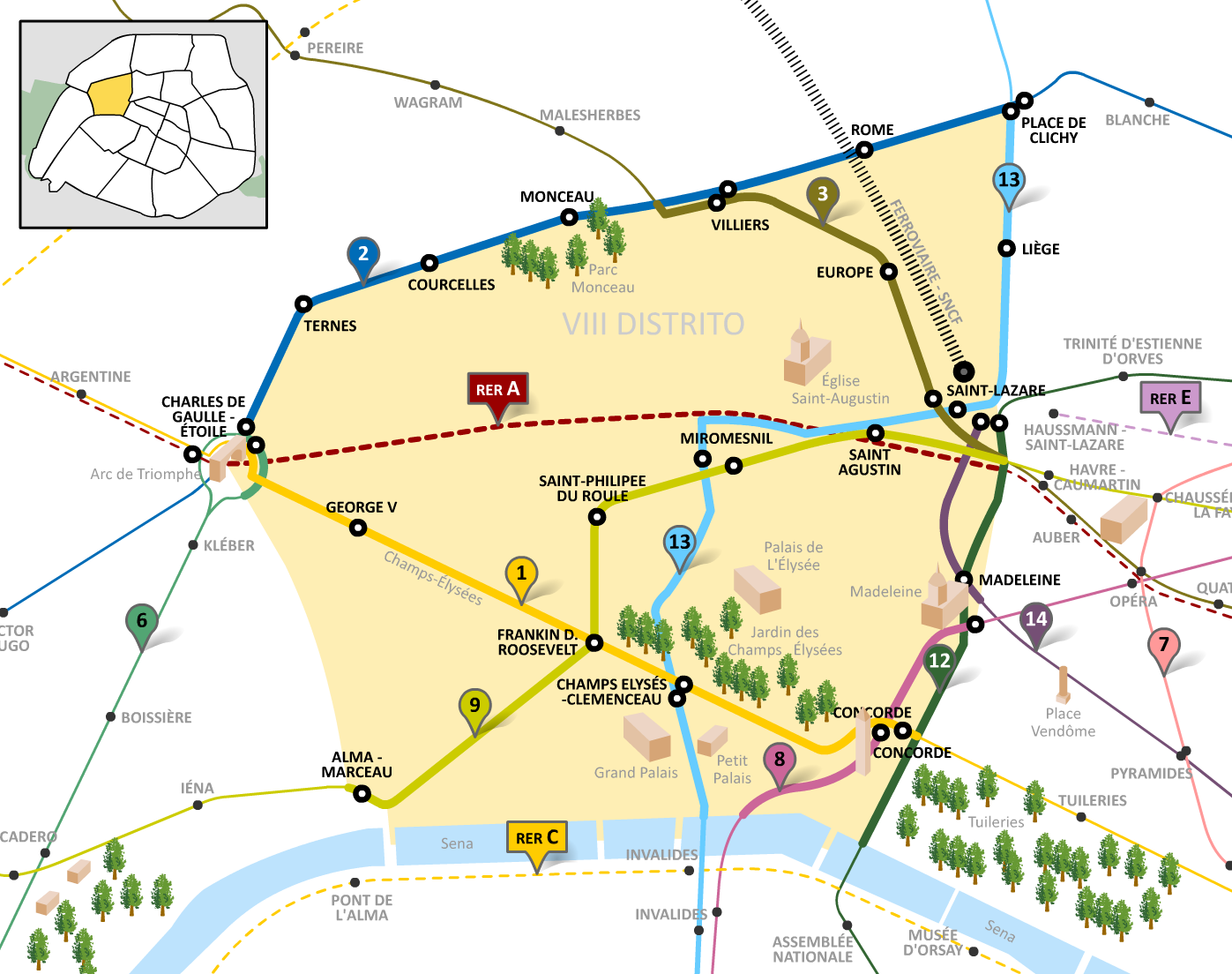

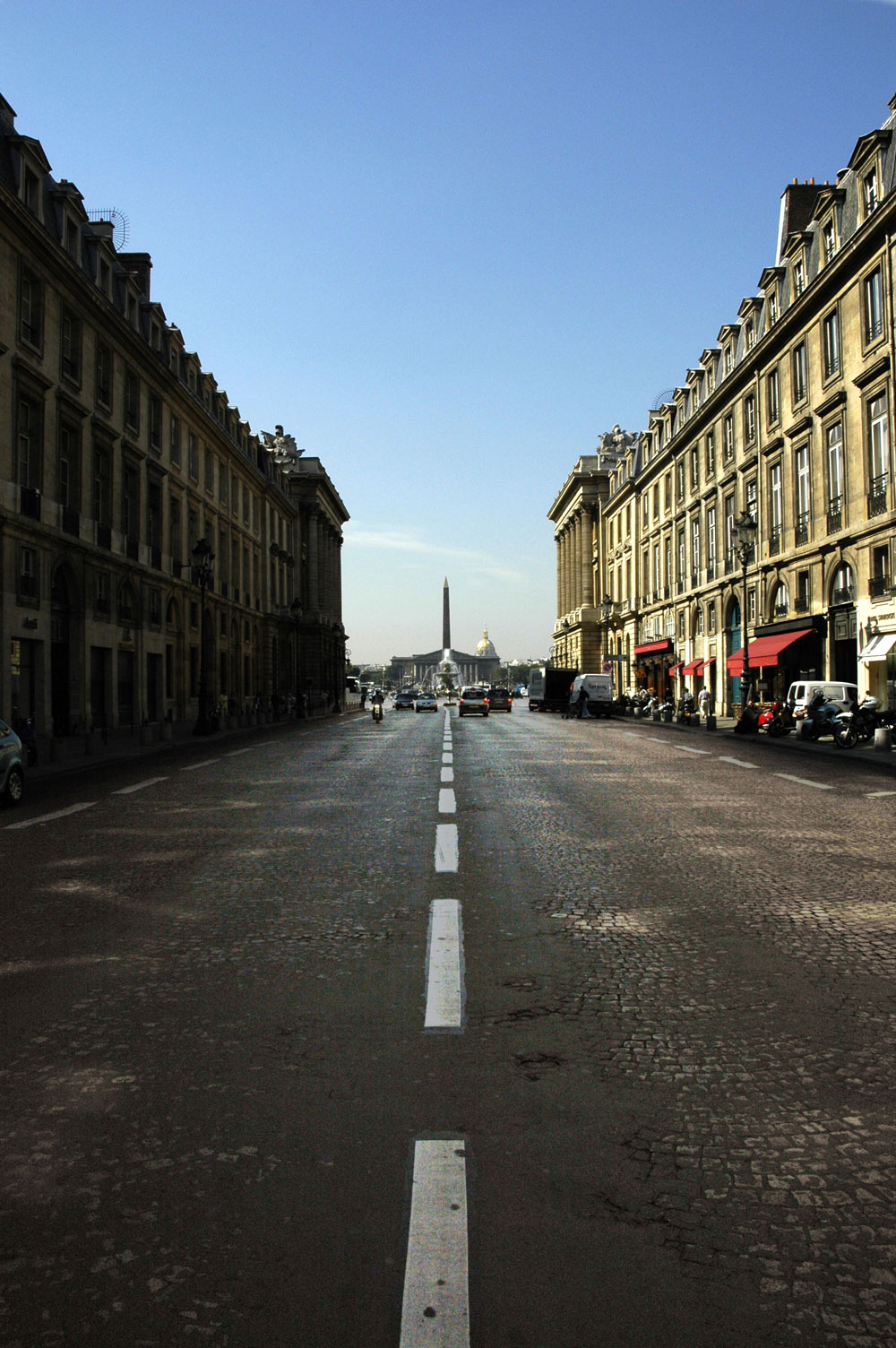
خیابان روآیال، از میدان لمدلن تا میدان کنکورد واقع شده در منطقه ۸.

- لمدلن
- کاخ الیزه
- ایستگاه سن-لازار
- قصر بزرگ
- موزه نیسیم کموندو
- قصر اکتشافات
- پل الکساندر سوم
- پل آلما
- پل کنکورد